# HDI-Arena
HDI-Arena – stadion piłkarski znajdujący się w Hanowerze w Niemczech. Na co dzień używany przez klub Bundesligi – Hannover 96. Od 1954 do 2002 nazywał się Niedersachsenstadion; od 2002 do 2013 AWD-Arena.
Jego pojemność wynosi 48 933, a podczas Mistrzostw Świata 2006 w Niemczech 39 297.
Został zbudowany w 1954, a przed Mistrzostwami zmodernizowany. Architektami byli Richard Konwiarz i Heinz Goesmann.